# الوفاء الرياضي الفاسي
الوَفاءُ الرِّياضِيُّ الفاسِي هو نادٍ مغربيٌّ لكرةِ القدمِ أُسِّسَ في عامِ 1962 مـ ومقرُّه مدينةُ فاس.